# 莫科尔
莫科尔（法語：Maucor，法語發音：[mokɔʁ]）是法国大西洋比利牛斯省的一个市镇，属于波城区。

## 地理
莫科尔（43°21'17"N, 0°17'1"W）面积4.92 平方千米，位于法国新阿基坦大区大西洋比利牛斯省，该省份为法国东南部省份，涵盖了贝阿恩与北巴斯克，西临大西洋比斯開灣，北至朗德省，东北接热尔省，东临上比利牛斯省，南与西班牙接壤。
与莫科尔接壤的市镇（或旧市镇、城区）包括：贝尔纳代茨、比罗斯、莫尔拉斯、圣卡斯坦、圣雅姆。

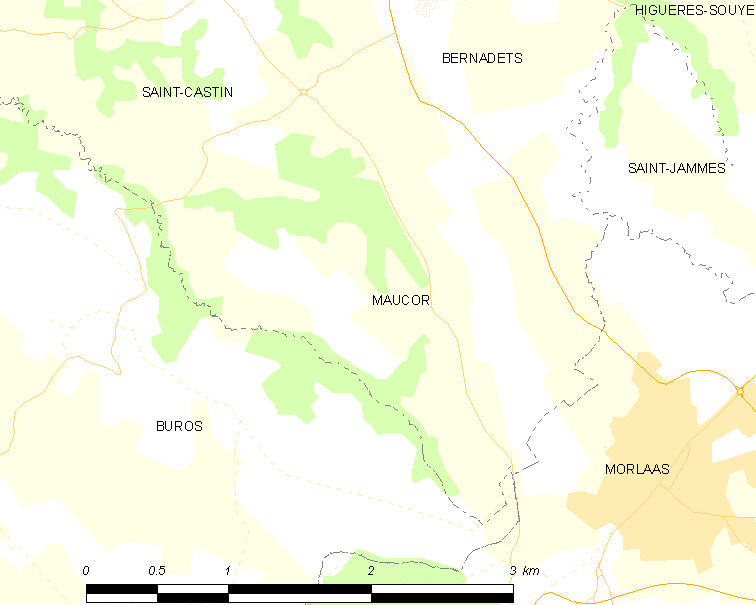
莫科尔的OSM定位图

莫科尔的时区为UTC+01:00、UTC+02:00（夏令时）。

## 行政
莫科尔的邮政编码为64160，INSEE市镇编码为64370。

## 政治
莫科尔所属的省级选区为莫尔拉斯与蒙塔内雷斯地区县。

## 人口

1962-2008年间莫科尔人口变化图示

莫科尔于2022年1月1日时的人口数量为567人。